# Tibouchina mariae
Tibouchina mariae är en tvåhjärtbladig växtart som beskrevs av John Julius Wurdack. Tibouchina mariae ingår i släktet Tibouchina och familjen Melastomataceae. Inga underarter finns listade i Catalogue of Life.